# Christophe Périllat
Christophe Périllat, né le 12 septembre 1966 à Neuilly-sur-Seine, est un ingénieur français, dirigeant de Valeo.

## Biographie
Il entre en 1985 à l'Ecole polytechnique, puis il fait l'Ecole des mines de Paris. En 2000, il fait le CPA Paris, actuellement MBA exécutif de HEC Paris.
De 1990 à 2000, il occupe différentes fonctions chez Labinal Aero, notamment directeur d'usine et patron de filiale.
Il entre à Valeo en 2000. Il dirige successivement différentes divisions opérationnelles de la société, puis est nommé directeur des opérations en 2011. Il devient directeur général délégué en mai 2021.
Il devient directeur général de Valeo le 26 janvier 2022 à la suite d'une dissociation des fonctions de président et de directeur général. L'ancien PDG, Jacques Aschenbroich, reste comme président jusqu'en 2023,.

## Vie privée
Il fait des compétitions de tennis.
Il crée une troupe de théatre amateur.